# 野良電波
野良電波（のらでんぱ）は、主にインターネット接続を目的とし誰でも受信できる状態の電磁波（電波）を指す造語。その中でも、暗号化されておらず自由にインターネット接続可能な状態の無線LAN電波を指すことが多い。加えて、イントラネット接続を含めることもある。本項では、特に断りの無い限り「暗号化されておらず自由にインターネット接続可能な無線LAN電波」について述べる（ここでいう受信とは、電波を受信できる状態のことを指し、必ずしもインターネットへ接続可能の状態を指すものではない）。また、広義においては誰でも受信できる状態の全ての電波を指す。

## 概要
無線LAN受信可能のノートパソコン等があれば、電波受信可能な場所に行けば手軽にインターネット接続が出来る。利用者側が事前にIDやパスワードや暗号化等の接続情報を知る必要は無いので、接続提供者側も接続利用者側も容易に運用が開始できる特徴がある。

## 定義
造語が故に明確な定義はないが、出力元(接続提供者)が「個人」「企業」「学校」など様々な場合がある。以下に主な定義を記すが、その限りではない。
- A: 街中など誰でも自由に行き来できる場所で、出力元不明で暗号化されていないインターネット接続可能状態の無線LAN電波。
- B: [A]に加え、FREESPOT等の事業者の無償サービスを含める場合。
- C: [B]に加え、暗号化されたものや有償サービスも含める場合。

特に、マスメディア等では[A]の定義で使用される場合が多い。

## 問題点
- 誰でも自由に接続できることもあり、犯罪に利用される可能性がある。例えば、野良電波を利用してインターネット接続して誹謗中傷等の掲示板書込みを行った場合、その接続利用者のパソコンが完全に破棄されれば犯人の犯行特定は極めて困難となる。
- 接続提供者側に悪意があれば、接続利用者のパソコン内の情報が盗まれる可能性がある。